# Peyo Yavorov
Peyo Yavorov (en bulgare : Пейо Яворов), né Peyo Totev Kratcholov (en bulgare : Пейо Тотев Крачолов), est un poète symboliste et écrivain bulgare né le 1er janvier 1878 à Chirpan et mort le 17 octobre 1914 à Sofia. Il est considéré comme l'un des meilleurs talents poétiques de la période de la fin de la principauté de Bulgarie et du début du Royaume de Bulgarie. Il est également connu pour son activité au sein du VMORO ainsi que pour son soutien à l'indépendance du peuple arménien.

## Vie[1]

### Jeunesse
Né le 1er janvier 1878 à Chirpan, en Bulgarie, Peyo est le fils de Totyo Kratcholov, artisan cordonnier, puis vigneron et marchand, et de Gana Kratcholova, de nature charitable et curieuse, qui insista pour que le petit Peyo poursuive ses études secondaires dans la ville de Plovdiv, malgré les difficultés financières de la famille. C'est durant cette période qu'il développa son intérêt pour la littérature en lisant les ouvrages de Pouchkine et de Lermontov et en s'imbibant des modèles de la littérature bulgare de l'époque, avec des auteurs comme Lyuben Karavelov, Ivan Vazov ou encore Zahari Stoyanov.
En 1894, à l'âge de 16 ans, Yavorov commença à travailler en tant que télégraphiste, poste qu'il occupa durant les années suivantes et qui lui permit de voyager dans plusieurs villes du Sud de la Bulgarie. Durant les années suivantes, Yavorov continua à s'intéresser à la littérature et fit ses premières tentatives de poète. 
Peu content de sa vie modeste et investi d'un profond sentiment de solitude et de pessimisme, Yavorov se tourna également vers les idées socialistes qui marquèrent ses premiers poèmes. Par ailleurs, il suivit de près les activités de l'Organisation Interne Révolutionnaire de Macédoine dont l'objectif était la libération de la région de la Macédoine de l'Empire ottoman.

### Reconnaissance publique et succès
En 1900 Yavorov, dont les tentatives poétiques furent remarquées par Pencho Slaveykov et Krastyo Krastev, fondateurs du groupe intellectuel Misal (Pensée), s'installa à Sofia en vue d'y poursuivre une carrière littéraire. Ce fut un changement majeur de sa vie, favorisé par les membres de Misal, et le début d'une période fructueuse de son œuvre.
Ayant publié sa première collection de poèmes en 1901, Yavorov participa activement aux activités du groupe Misal et travailla en tant que rédacteur du journal officiel de l'Organisation Interne Révolutionnaire de Macédoine. En 1902-1903, il effectua plusieurs voyages en Macédoine, en tant que membre de compagnies révolutionnaires, y publia des manifestes et fréquenta Yané Sandanski et Gotsé Deltchev. 
À son retour à Sofia, il obtint un poste dans la Bibliothèque nationale et reprit son travail actif au sein du groupe Misal. Durant la même période, il composa la première biographie de Gotsé Deltchev, une série de poèmes et un ouvrage autobiographique, inspirés par ses expériences en Macédoine. 

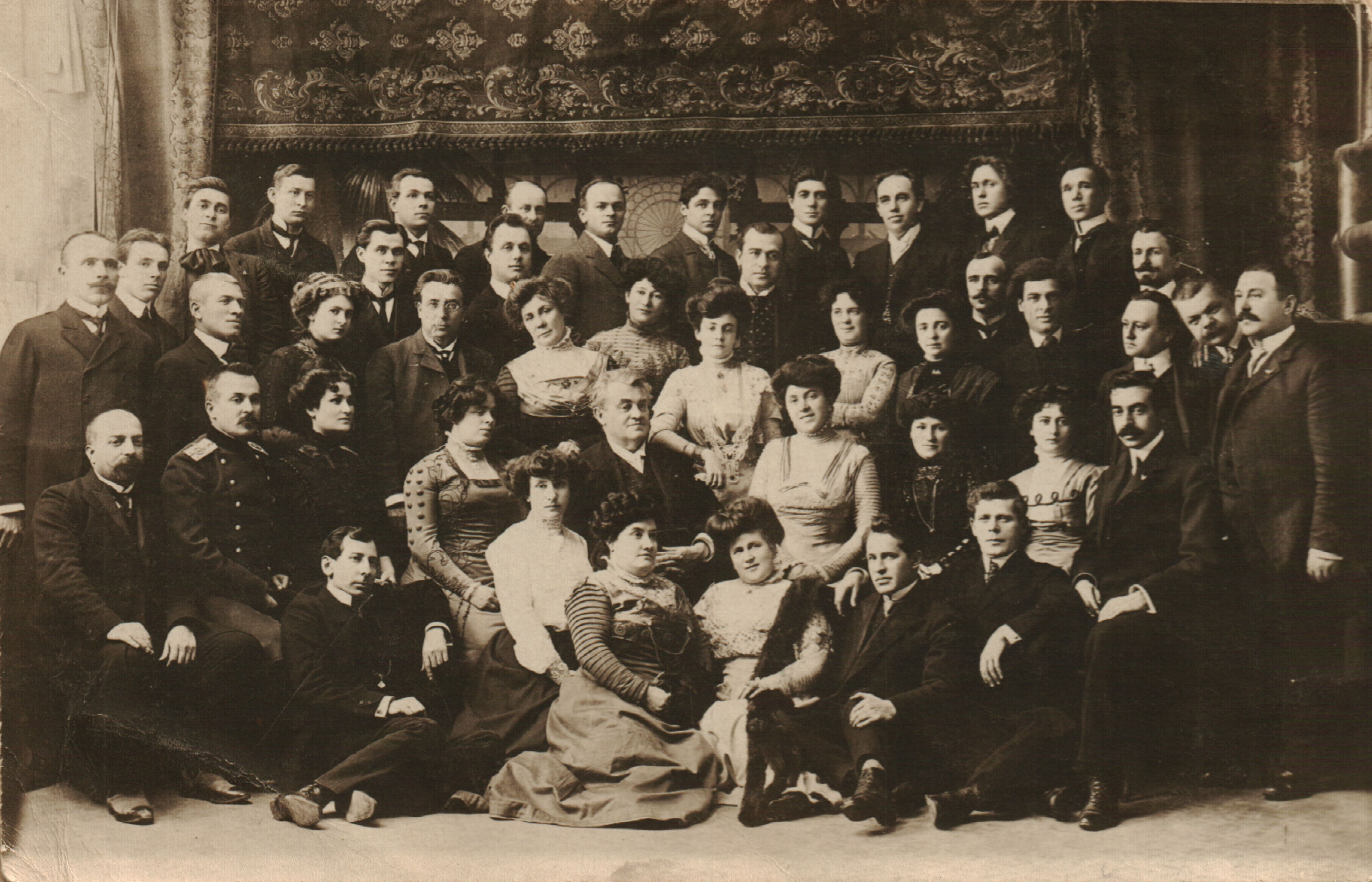
Peyo Yavorov (2e rang, assis à droite) et la troupe du Théâtre national en 1910.

Durant les années 1904-1910, occupant différents postes à Sofia, dans la Bibliothèque nationale, dans la rédaction du journal révolutionnaire Ilinden, et, enfin dans le Théâtre national, dont il devint le directeur, Yavorov effectua plusieurs voyages en Autriche, en Suisse et en France et publia une série de poèmes : la 2e édition de sa première collection, avec préface par Pencho Slaveykov, ainsi qu'une deuxième collection de poèmes inédites. 

### Vie romantique
L’œuvre de Yavorov est particulièrement marquée par sa vie amoureuse qui l'inspira pour la création d'une série de poèmes romantiques ainsi que pour la composition de ses deux pièces de théâtre. La plupart de ses poèmes romantiques étaient dédiés aux deux femmes de sa vie, Mina Todorova et Lora Karavelova. 
Mina Todorova, son premier amour et sœur de son ami et membre du groupe Misal, P. Y. Todorov, mourut de la tuberculose et fut enterrée au cimetière de Boulogne-Billancourt à Paris en 1910. Les sentiments de Yavorov pour Mina constituent le cadre émotionnel de deux collections de poèmes, parues en 1907 et en 1910. La déception de la mort de Mina fut également à l'origine de la création de sa première pièce de théâtre.
L'amour de Yavorov pour Lora Karavelova, la fille de l'homme d’État Petko Karavelov, résulta en leur mariage en 1912, peu avant un nouveau voyage de Yavorov pour la Macédoine. La correspondance qu'entretinrent Lora et Yavorov est considérée comme une preuve remarquable de leur amour. Au retour de Yavorov, le jeune couple s'installa dans l'appartement situé à la rue G. S. Rakovski à Sofia, devenu plus tard musée du poète. Cependant, les différences de caractère provoquèrent rapidement des conflits entre les deux amoureux.  Dans la nuit de 30 novembre 1913, au retour d'une soirée passée entre amis, Lora se suicida par balle. Choqué par cette découverte, Yavorov tenta de se suicider en tirant dans sa tête. La balle traversa son lobe temporal, ce qui le rendit aveugle. 

### Mort

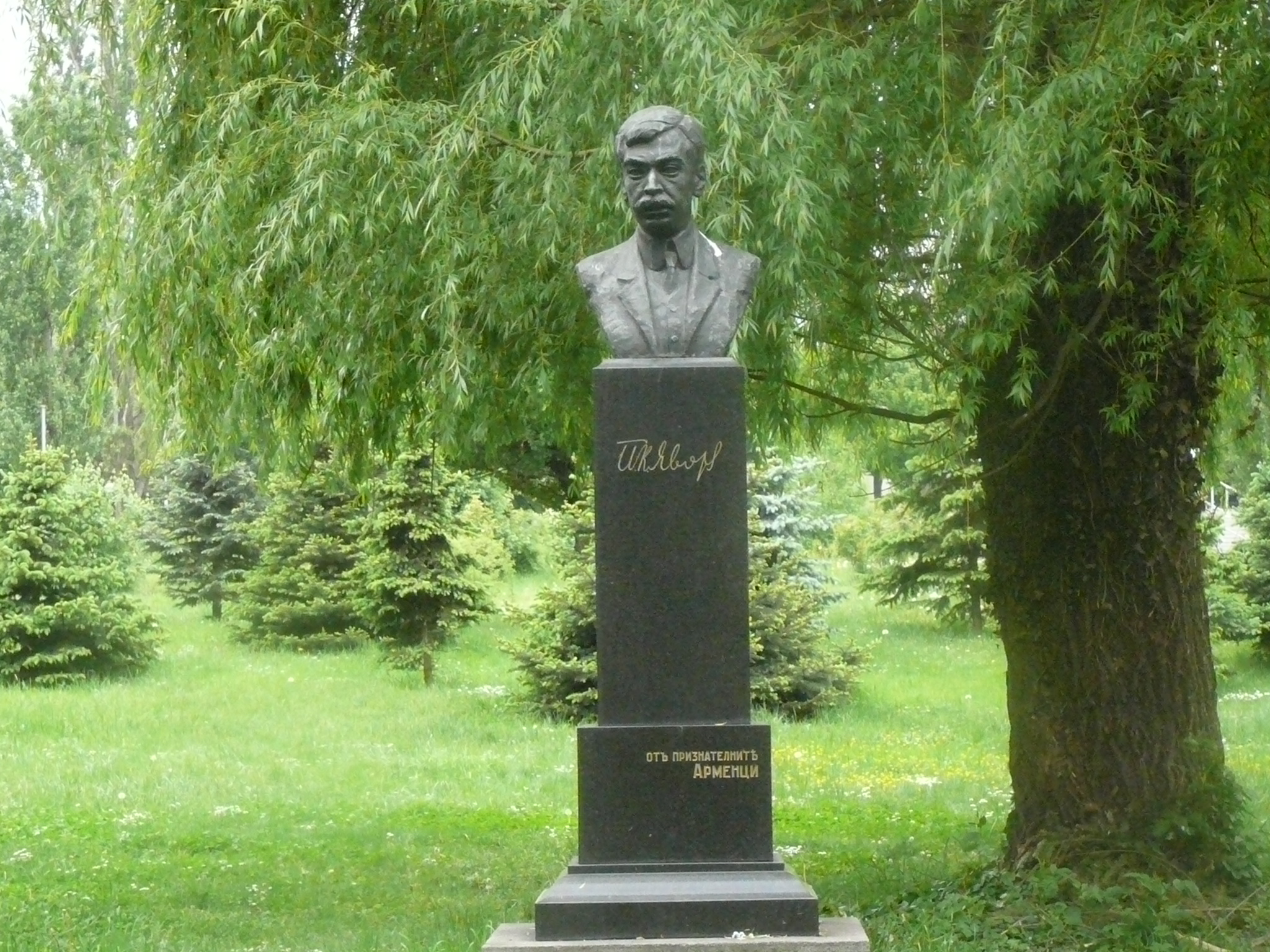
Monument de Peyo Yavorov, en reconnaissance par les Arméniens pour son soutien de leur mouvement d'indépendance.

Devenu aveugle et terrorisé par la mort de Lora Karavelova et par les spéculations autour des événements ayant provoqué son décès, Yavorov passa la dernière année de sa vie dans un état de profonde détresse. Le procès judiciaire instauré en vue d'établir si la mort de sa compagne avait été volontaire ou si Yavorov avait été coupable pour sa disparition aggravèrent son état. Lors du procès, le désespoir provoqué par la mort de Lora et la rumeur selon laquelle il l'avait tuée fit qu'Yavorov se suicida en s'empoisonnant et en se tuant d'un coup de revolver durant l'automne 1914, à l'âge de 36 ans.

## Œuvres
| Année | Traduction du titre                      | Titre original (Translittération)                                             | Remarques                                                       |
| ----- | ---------------------------------------- | ----------------------------------------------------------------------------- | --------------------------------------------------------------- |
| 1901  | Poèmes                                   | Стихотворения (Stihotvorenija)                                                | Collection de poèmes                                            |
| 1904  | Poèmes                                   | Стихотворения (Stihotvorenija)                                                | Deuxième édition, préfacée par Pencho Slaveykov                 |
| 1904  | Gotsé Deltchev                           | Гоце Делчев (Goce Delčev)                                                     | Ouvrage biographique en prose                                   |
| 1907  | Nuits blanches                           | Безсъници (Bezsǎnici)                                                         | Collection de poèmes                                            |
| 1909  | Rêves rebelles                           | Хайдушки копнения (Hajduški kopnenija)                                        | Mémoires en prose des années passées en Macédoine               |
| 1910  | En suivant les ombres des nuages         | Подир сенките на облаците (Podir senkite na oblacite)                         | Collection de poèmes                                            |
| 1911  | Aux pieds de Vitosha                     | В полите на Витоша (V polite na Vitoša)                                       | Première pièce de théâtre, mise en scène la même année          |
| 1912  | Quand le tonnerre gronde, l'écho se perd | Когато гръм удари, как ехото заглъхва (Kogato gram udari, kak ehoto zaglǎhva) | Seconde pièce de théâtre, mise en scène en 1913                 |
| 1914  | En suivant les ombres des nuages         | Подир сенките на облаците (Podir senkite na oblacite)                         | Deuxième édition revue et corrigée, avec dédicace à son épouse. |